# Karin Linhart
Karin Linhart (* 1972 in Lauda) ist eine deutsche Rechtswissenschaftlerin, Dozentin an der Julius-Maximilians-Universität Würzburg und Autorin von Rechtswörterbüchern.

## Leben
Linhart studierte ab 1991 Rechtswissenschaften an der Universität Würzburg, wo sie 1997 ihr Erstes Juristisches Staatsexamen ablegte. Anschließend folgte ein viermonatiger Aufenthalt an der Haager Akademie für Völkerrecht und der Haager Konferenz für Internationales Privatrecht in Den Haag. Nach ihrer Rückkehr nach Deutschland und dem Referendariat legte sie 1999 ihr Zweites Staatsexamen ab. Dem folgte ihre Promotion, die sie unter Betreuung von Karl Kreuzer in Würzburg begann und nach dessen Emeritierung 2002 bei seiner Nachfolgerin Eva-Maria Kieninger 2003 abschloss. Anschließend erwarb Linhart an der Duke University den LL.M-Titel. Seit November 2005 ist Linhart als Akademische Rätin beim Dekanat der rechtswissenschaftlichen Fakultät der Universität Würzburg tätig. Dort leitet sie insbesondere das Programm „Fachsprache und ausländisches Recht“. Daneben unterrichtet Linhart unter anderem am Institute for Law and Finance in Frankfurt am Main, am Instituto Tecnológico de Monterrey und der Universität Kinshasa.
Linharts Forschungsschwerpunkte liegen vor allem bei der deutschen und englischen Rechtssprache und dem deutschen und US-amerikanischen Zivilprozessrecht. Daneben ist sie als Gerichtsgutachterin bezüglich ausländisches Rechts betreffender Sachverhalte tätig. Darüber hinaus engagiert sie sich bei der juristischen Zusammenarbeit mit afrikanischen Nationen; so ist sie Vorsitzende des Namibian German Legal Cooperation e.V. und des Deutsch-kongolesischen Juristenvereinigung (DKoJV) e.V.

## Veröffentlichungen (Auswahl)
- Internationales Einheitsrecht und einheitliche Auslegung. Mohr Siebeck, Tübingen 2005, ISBN 978-3-16-148681-4 (Dissertation).
- mit Federica Morosini: Wörterbuch Recht: Italienisch-Deutsch/Deutsch-Italienisch. Manz, Wien 2012, ISBN 978-3-214-02368-3.
- mit Roger Fabry: Englische Rechtssprache - Ein Studien- und Arbeitsbuch. 3. Auflage. C.H. Beck, München 2014, ISBN 978-3-406-71026-1.
- Rechtsenglisch - Let's Exercise. Schöningh, Paderborn 2015, ISBN 978-3-87717-900-0.
- Wörterbuch Recht: Englisch-Deutsch/Deutsch-Englisch. 2. Auflage. C.H. Beck, München 2017, ISBN 978-3-406-67465-5.